# Canon de 240 mm modèle 1893-96
Le canon de 240 mm modèle 1893-96 est un canon français construit à la fin du XIXe siècle. Il équipe le croiseur cuirassé D'Entrecasteaux, et sert aussi d'artillerie côtière (sous le sobriquet de « 24 colonies ») et d'artillerie sur voie ferrée durant la Première Guerre mondiale.

## Conception et caractéristiques
Version navale
Le canon de 240 mm modèle 1893-96 du D'Entrecasteaux pèse 23,987 tonnes avec le mécanisme, et mesure 10,052 mètres de long. D'un diamètre intérieur (ou calibre) de 240 mm, son diamètre extérieur n'excède pas les 770 mm. La vitesse à la bouche est de 830 à 865 mètres par seconde, le projectile gardant une vitesse de 691 à 703 mètres par seconde après avoir parcouru 2 000 mètres.
Version terrestre
Le canon de 240 mm modèle 1893-96 est monté sur des affûts TAZ pendant la Première Guerre mondiale. Pouvant tourner à 360°, ces pièces ont une portée de 22 700 mètres et une cadence de 2 coups toutes les trois minutes.

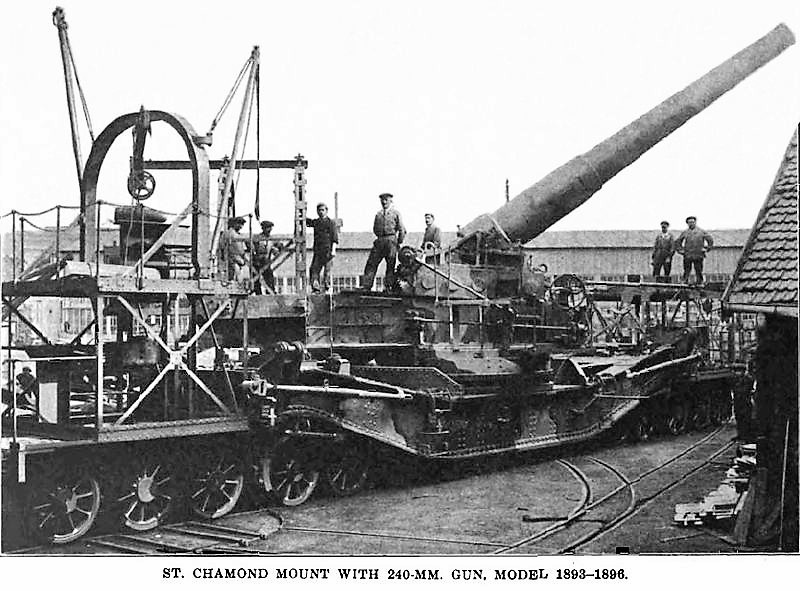
Vers 1918, le modèle sur voie ferrée.

## Utilisation
Deux tourelles simples de canons de 240 mm modèle 1893-96 sont montées sur le croiseur cuirassé D'Entrecasteaux, faisant de celui-ci le croiseur le plus puissamment armé de la Marine française.
Huit de ces canons sont destinés à être utilisés comme batteries côtières dans les colonies françaises, à Saïgon et à Dakar. De 1916 à 1918 elles sont rapatriées en métropole et montées sur des affûts ferroviaires TAZ, et intègrent le 374e régiment d'artillerie lourde sur voie ferrée. Après la guerre, elles sont démontées et stockées. En 1940, les Allemands les récupèrent et en positionnent quatre à Saint-Nazaire et quatre à Narvik pour défendre les côtes.